# Ceratozamia decumbens
Ceratozamia decumbens là một loài thực vật hạt trần trong họ Zamiaceae. Loài này được Vovides, Avendaño, Pérez-Farr. & Gonz.-Astorga mô tả khoa học đầu tiên năm 2008.